# Joaquim Salarich
Joaquim Salarich i Baucells (* 2. Januar 1994 in Vic) ist ein spanischer Skirennläufer. Er ist auf die Disziplinen Slalom und Riesenslalom spezialisiert.

## Biografie
Der Katalane Salarich begann im November 2009 an FIS-Rennen teilzunehmen, der erste Sieg auf dieser Stufe gelang ihm ein Jahr später. 2013 folgten der erste spanische Meistertitel und sein Debüt im Europacup. 2015 nahm er erstmals an Weltmeisterschaften teil und am 22. Dezember desselben Jahres trat er in Madonna di Campiglio erstmals in einem Weltcup-Slalom an. In der Saison 2017/18 beteiligte sich Salarich am Far East Cup und gewann dabei einen Slalom im südkoreanischen High1 Resort. Er war Teilnehmer der Olympischen Winterspiele 2018 in Pyeongchang, schied aber im zweiten Durchgang des Slaloms aus.
Bei seinem 16. Weltcupeinsatz, am 12. Dezember 2021 im Slalom von Val-d’Isère konnte er sich knapp für den zweiten Lauf qualifizieren und stieß auf den 15. Platz vor, womit er zum ersten Mal Weltcuppunkte holte. Während er im Slalom der Olympischen Winterspiele 2022 ausschied, gelangen ihm gegen Ende der Saison drei Top-10-Platzierungen; sein bestes Ergebnis war Platz 5 beim Weltcupfinale in Méribel.
Seinen ersten Europacupsieg feierte Salarich beim Slalom von Levi am 11. März 2023.
Bei den Weltmeisterschaften 2025 in Saalbach belegte er gemeinsam mit Ander Mintegui den 23. Platz in der erstmals ausgetragenen Team Kombination, sein bis dato bestes Ergebnis bei einem internationalen Großereignis.

## Erfolge

### Olympische Winterspiele
- Pyeongchang 2018: DNF Slalom
- Peking 2022: DNF Slalom

### Weltmeisterschaften
- Vail/Beaver Creek 2015: 30. Slalom
- St. Moritz 2017: 25. Slalom
- Åre 2019: DNF Slalom
- Cortina d’Ampezzo 2021: DNF Slalom
- Courchevel/Méribel 2023: DNF Slalom
- Saalbach 2025: 23. Team Kombination, DSQ Slalom

### Weltcup
- 3 Platzierungen unter den besten zehn

#### Weltcupwertungen
| Saison  | Gesamt | Gesamt | Slalom | Slalom |
| Saison  | Platz  | Punkte | Platz  | Punkte |
| ------- | ------ | ------ | ------ | ------ |
| 2021/22 | 54.    | 152    | 20.    | 152    |
| 2022/23 | 108.   | 38     | 35.    | 38     |
| 2023/24 | 137.   | 6      | 50.    | 6      |

### Europacup
- Saison 2021/22: 7. Slalomwertung
- Saison 2022/23: 3. Slalomwertung
- 7 Podestplätze, davon 2 Siege:

| Datum         | Ort    | Land     | Disziplin |
| ------------- | ------ | -------- | --------- |
| 11. März 2023 | Levi   | Finnland | Slalom    |
| 14. März 2023 | Narvik | Norwegen | Slalom    |

### South American Cup
- 2019: 6. Slalomwertung
- 2022: 9. Slalomwertung
- 3 Podestplätze, davon 2 Sieg:

| Datum              | Ort          | Land        | Disziplin |
| ------------------ | ------------ | ----------- | --------- |
| 15. September 2022 | Cerro Castor | Argentinien | Slalom    |
| 14. August 2025    | Cerro Castor | Argentinien | Slalom    |

### Far East Cup
- Saison 2017/18: 10. Slalomwertung
- 2 Podestplätze, davon 1 Sieg:

| Datum           | Ort          | Land     | Disziplin |
| --------------- | ------------ | -------- | --------- |
| 10. Januar 2018 | High1 Resort | Südkorea | Slalom    |

### Australian New Zealand Cup
- 1 Platzierung unter den besten zehn

### Juniorenweltmeisterschaften
- Hafjell 2015: DNF1 Slalom

### Weitere Erfolge
- 6 spanische Meistertitel (Slalom 2013, 2015, 2017, 2021 und 2022 Kombination 2021)
- 19 Siege in FIS-Rennen